# Savanna-la-Mar
Savanna-la-Mar (auch Sav-la-Mar genannt) ist eine Hafenstadt an der Südwestküste Jamaikas. Sie ist Hauptstadt und Verwaltungssitz des Parish Westmoreland Parish, im County Cornwall. Bei der Volkszählung 1991 lebten hier 16.553 Menschen, für 2010 wird die Zahl der Einwohner auf 19.523 geschätzt.
Nordöstlich liegt Darliston.

## Geschichte
Die Stadt wurde 1730 zusammen mit dem Parish gegründet. 1748, 1780 und 1912 wurde sie von Hurrikans zerstört und wieder aufgebaut. Die wichtigsten Wirtschaftszweige sind die Verarbeitung von Zucker und die Fleischindustrie.

## Trivia
Bob Dylan erwähnte Savanna-la-Mar in dem Song Sara vom Album Desire:
Sleepin’ in the woods by a fire in the night
Drinkin’ white rum in a Portugal bar
Them playin’ leapfrog and hearin’ about Snow White
You in the marketplace in Savanna-la-Mar

## Persönlichkeiten
- Laken Tomlinson (* 1992), Footballspieler